# Штайнкирхен (Альтес-Ланд)
Штайнкирхен (нем. Steinkirchen) — община в Германии, в земле Нижняя Саксония.
Входит в состав района Штаде. Подчиняется управлению Люэ. Население составляет 1604 человека (на 31 декабря 2010 года). Занимает площадь 9,55 км².

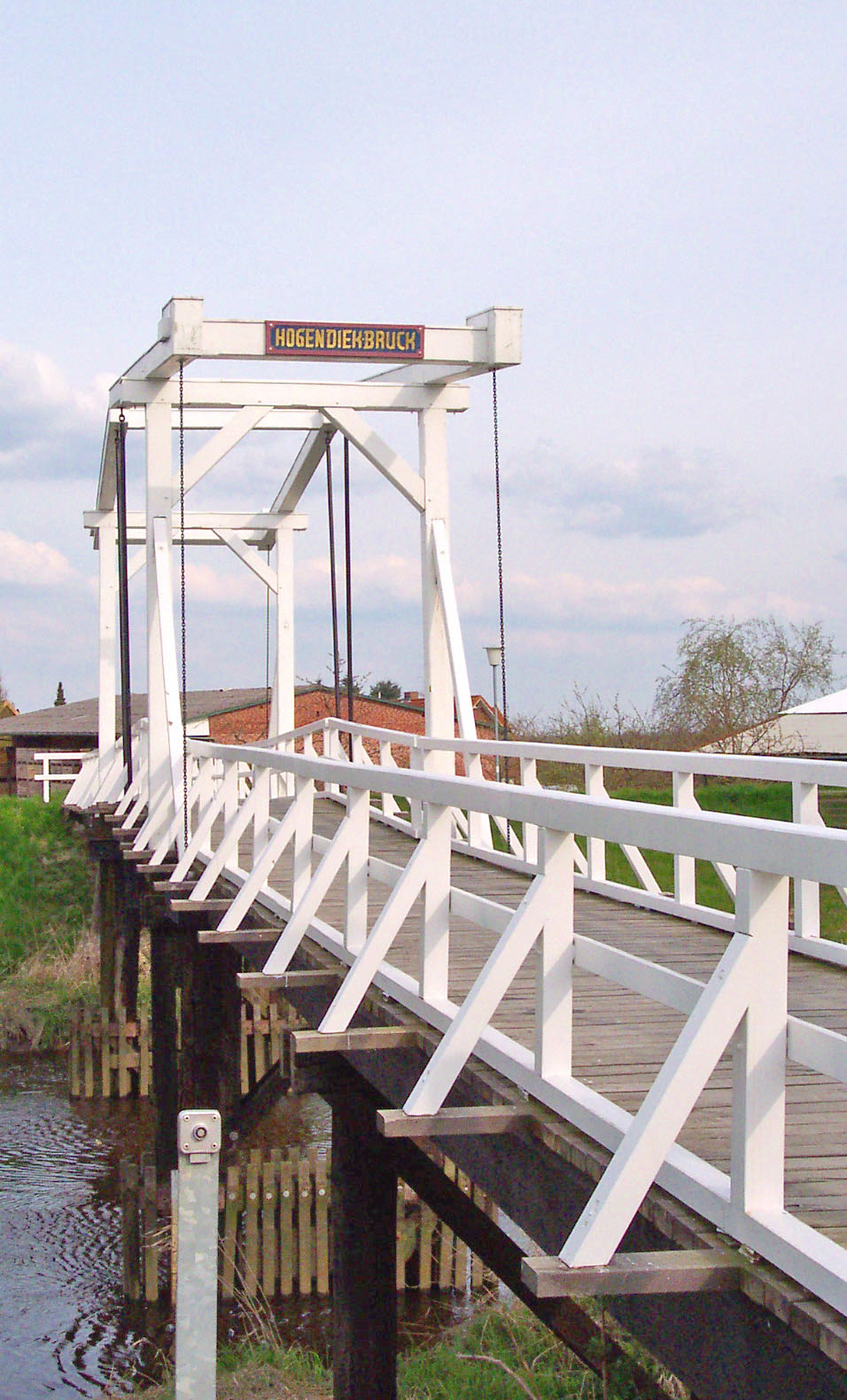
Мост